# British Aerospace 146
Le BAe 146 (également appelé depuis 1993 Avro RJ – de « Avro Regional Jet » – et surnommé « Jumbolino ») est un avion de transport régional à réaction commercial de taille moyenne, produit par BAE Systems. C'est un appareil monoplan à aile haute doté de quatre moteurs à réaction, d'un empennage en T, et un train d’atterrissage tricycle escamotable.
Cet avion court-courrier est conçu spécialement pour les aéroports urbains comme Londres-City. Les quatre turboréacteurs à double flux sont parmi les plus silencieux existants. La poussée des quatre réacteurs permet une faible vitesse d'approche volets sortis, à régime réduit. Cela réduit les nuisances sonores autour d'aéroports situés en milieu urbain. C'est un avion à décollage et atterrissage courts.
Il a effectué son premier vol le 3 septembre 1981 et est entré en service en 1983.

## Histoire
Les premières ébauches du BAe 146 arrivent par Hawker-Siddeley en 1973, sous la dénomination de HS 146. La crise pétrolière de 1973 fait abandonner le projet. En 1978 le successeur de Hawker Siddeley est British Aerospace. Le projet est repris sous le nom de DH 146 pour de Havilland 146, pour devenir le BAe 146. Le premier vol intervient le 3 septembre 1981 et la certification le 8 février 1983. En 1993, il prend le nom de Avro RJ.
La Royal Air Force se sépare des quatre qu'elle opère en 2021 dans le No. 32 Squadron RAF (en) le 31 mai 2022 pour les remplacer par des Dassault Falcon 900 LX.

## Conception

### Motorisation
Les quatre turboréacteurs à double flux du BAe 146 (Honeywell LF 507 de 31 kN de poussée) sont situés sous l'aile. Ils ne possèdent pas d'inverseur de poussée.

### Ailerons et gouvernes
Le BAe 146 possède de grands volets (volets de bord de fuite seulement), et de larges aérofreins, ce qui lui permet de décoller et d'atterrir sur de courtes distances et d'éliminer le besoin d'inverseurs de poussée à la fois complexes, lourds, et bruyants.
Deux aérofreins de queue lui permettent de freiner plus efficacement tout en respectant les normes antibruit les plus sévères.

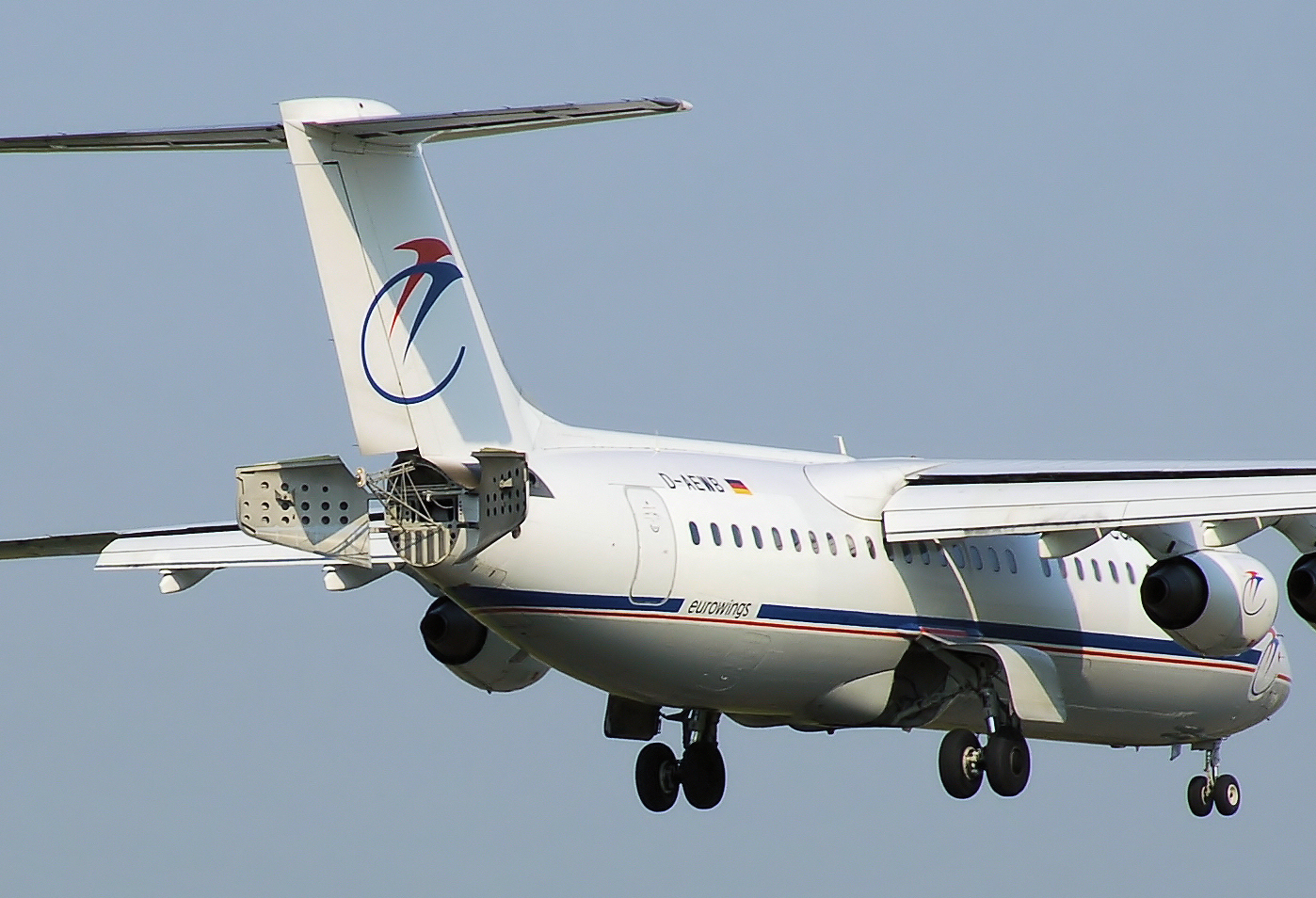
Aérofreins d'un BAe 146 d'Eurowings déployés en approche.

### Cabine
Les passagers sont répartis à l'intérieur de la cabine sur deux rangées. L'exploitant peut choisir entre deux configurations : une rangée de deux sièges et une rangée de trois sièges ; ou deux rangées de trois sièges pour la classe économique.

### Intérêt notable
Le BAe 146 est doté de caractéristiques techniques lui permettant d'atterrir sur des pistes courtes. L'une des exigences de sa conception était de lui permettre d'obtenir la certification pour l'aéroport de London City, qui dessert le cœur du quartier d'affaires londonien.

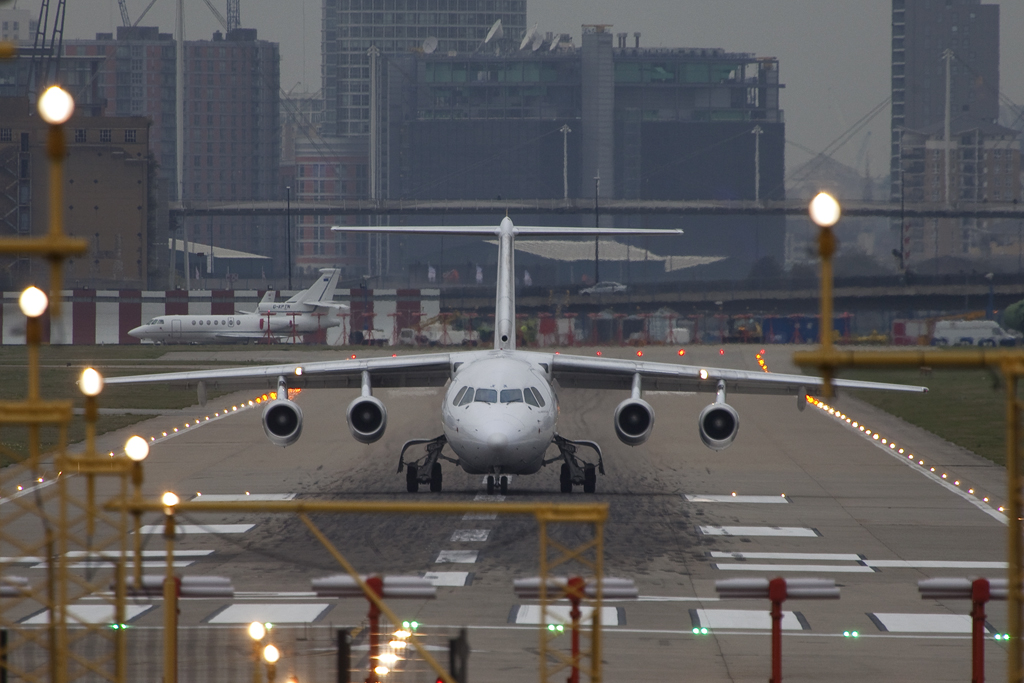
Un BAe 146 sur la piste de l'aéroport urbain de London City.

## Variantes

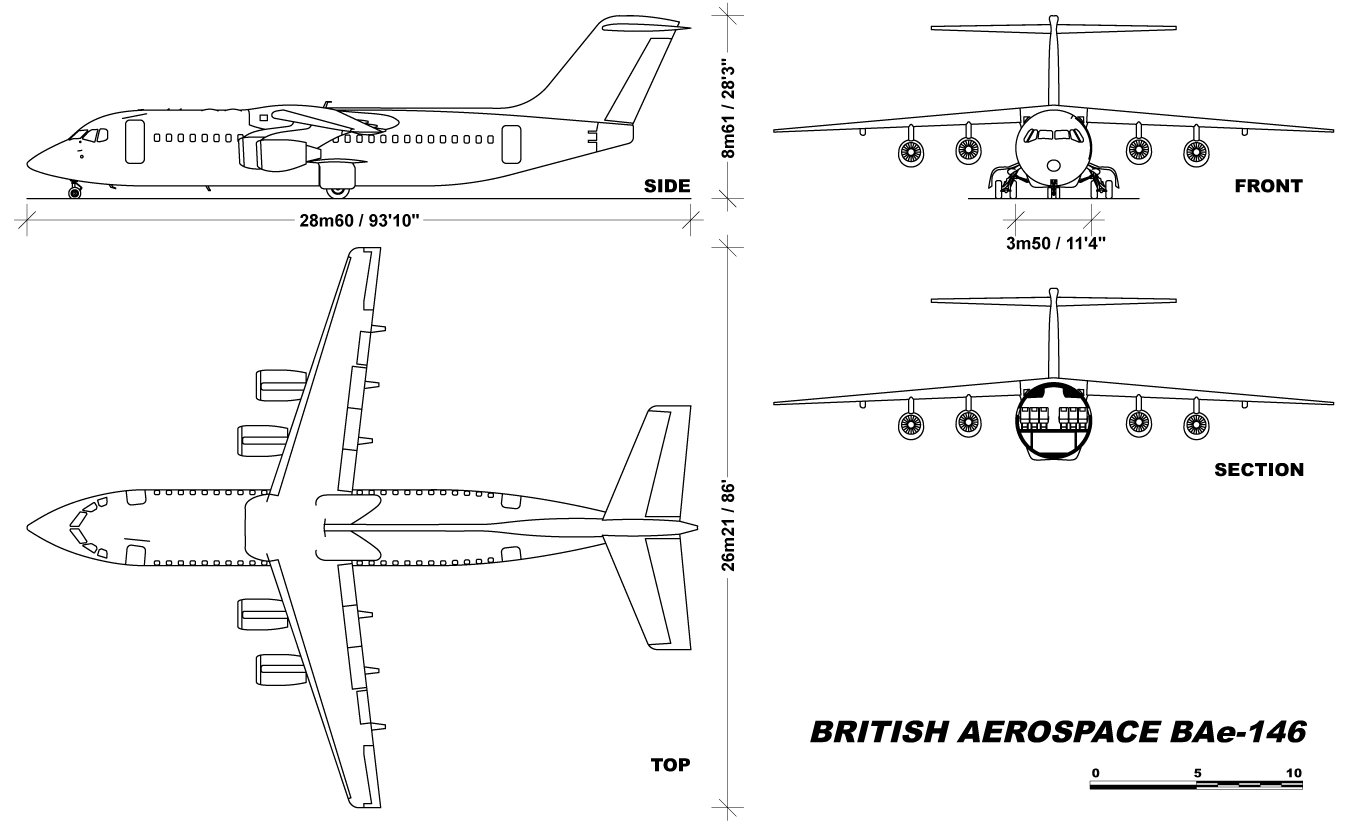
Planche architecturale du BAe 146-200

BAe 146-100
Le BAe 146-100 est la première variante de BAe. Il fut le premier  à voler le 3 septembre 1981 et à être certifié, la compagnie de lancement étant Dan Air ainsi que la Royal Air Force. En 1993, il prit la dénomination de Avro RJ70, et avec la nouvelle dénomination, elle intégra un FADEC et une nouvelle avionique. Il pouvait transporter 70 passagers en configuration normale, 84 avec six sièges de front et 90 en haute densité.

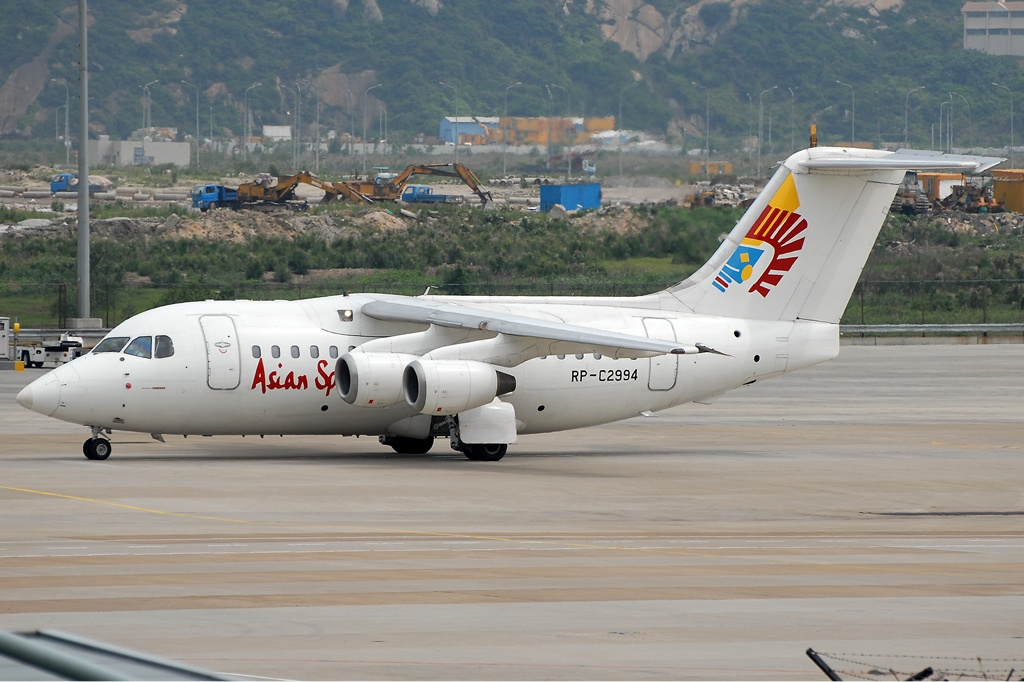
BAe 146-100 d'Asian Spirit.

BAe 146-200
Le BAe 146-200 faisait 2,41 m de plus que la version 100. Il a fait son premier vol en 1982 et est entré en service deux mois plus tard, il prit en 1993 la dénomination de Avro RJ 85, le BAE 146-200 pouvait transporter 112 passagers.

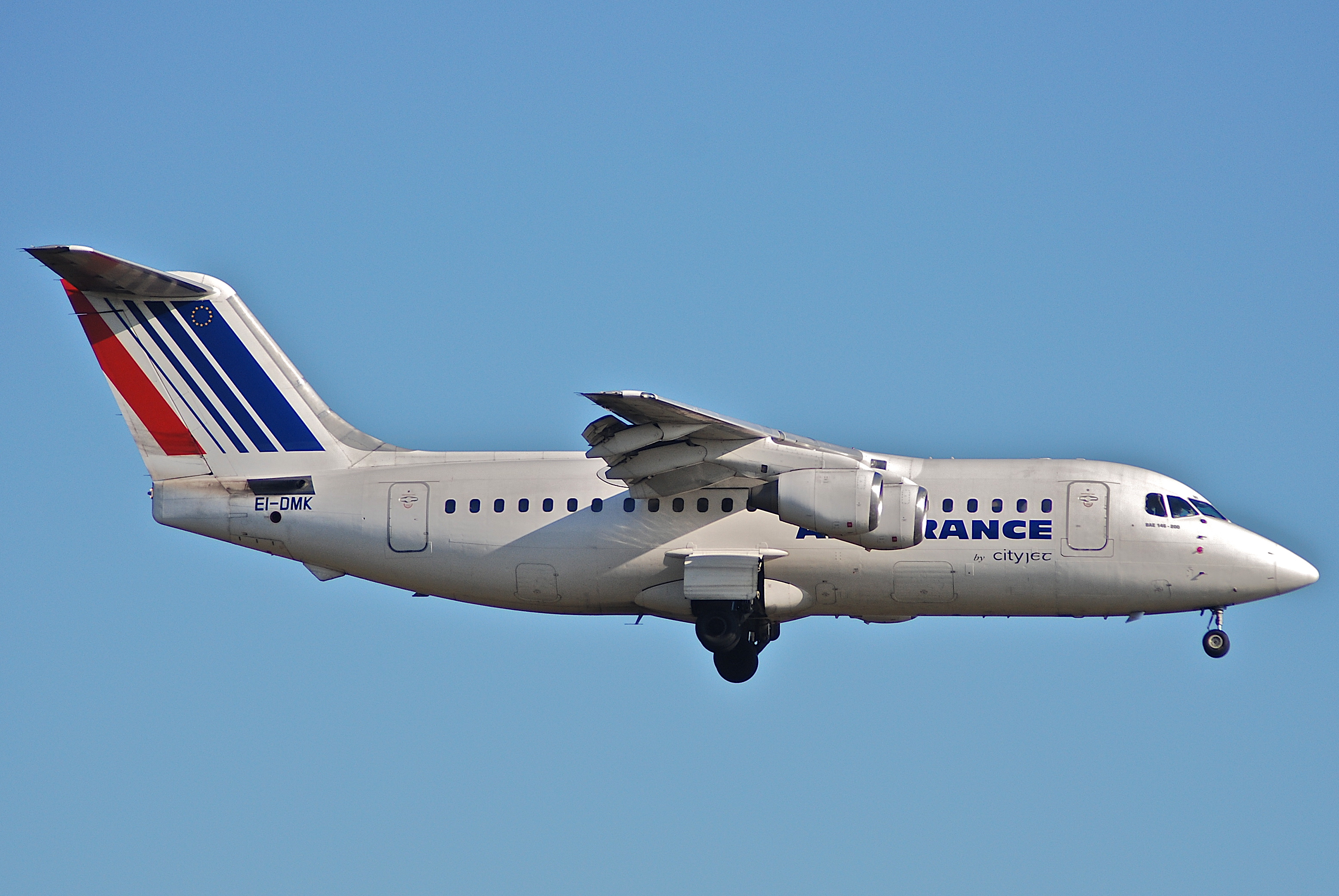
BAe 146-200 d'Air France.

BAe 146-300
Le BAe 146-300 est la plus grande version du BAe 146. Originellement, il devait faire 3,2 m de plus que la version 200 et avec des winglets mais finalement les winglets ont été supprimés et il fut raccourci pour faire 2,44 m de plus que le 200. Entré en service en 1988, il prit la dénomination de RJ 100, une version de RJ 100, le RJ 115, arrivé à 128 passagers au maximum tandis que le Avro RJ 100 se contentait de 100 passagers.
Autres variantes

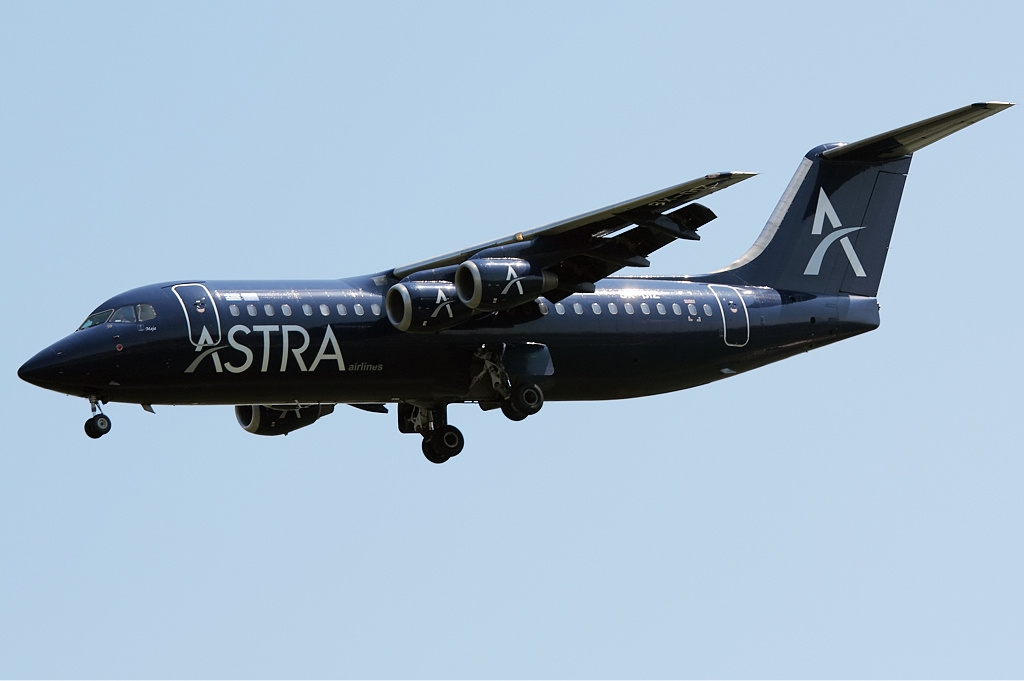
BAe 146-300 d'Astra Airlines.

D'autres variantes furent construites, comme un BAe VIP pour la reine du Royaume-Uni, ou les BAe 146QT tout cargo ou le BAe 146 QC (quick change) version convertible passagers/cargaison. Le BAe 146 STA était une version militaire du BAe 146, présentée au Salon du Bourget de 1989 qui ne reçut aucune commande.

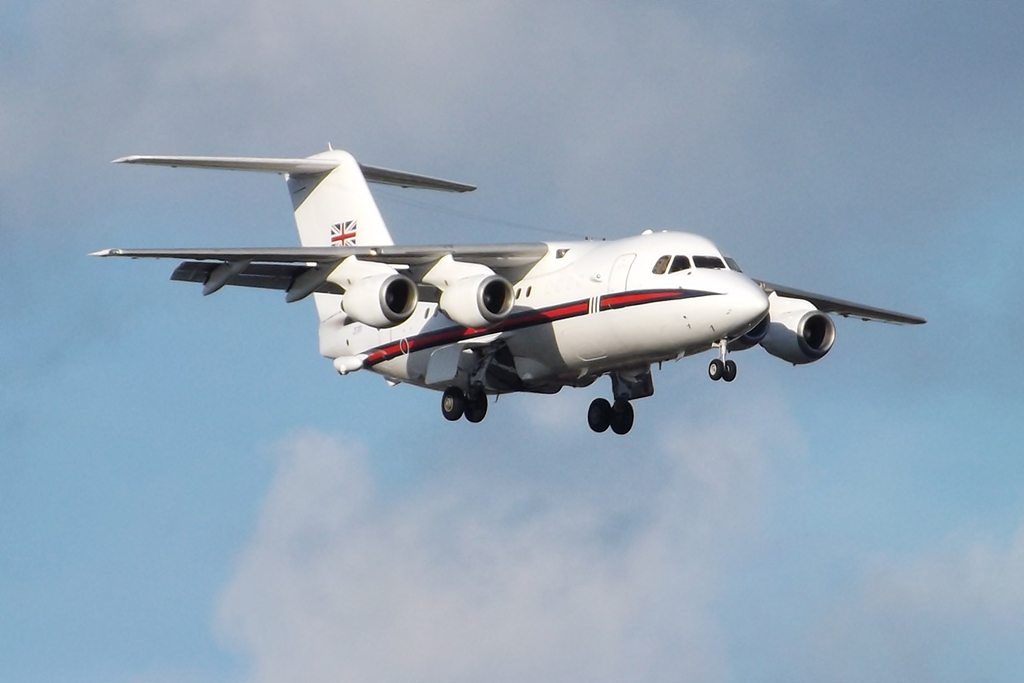
BAe 146 CC.2 de la RAF destiné au transport de la reine Elisabeth II.

Un BAe 146-200 a été modifié par Trono et Neptune Aviation pour jouer le rôle de bombardier d'eau avec une capacité de 11 000 litres muni d'un système de largage sous pression. Cet avion est géré par Neptune Aviation depuis mai 2011, après la signature d'un contrat avec le Service des forêts des États-Unis. La compagnie Minden a également mis au point, en 2012, un BAe 146 Tanker, doté d'un système de largage par gravité à débit constant.

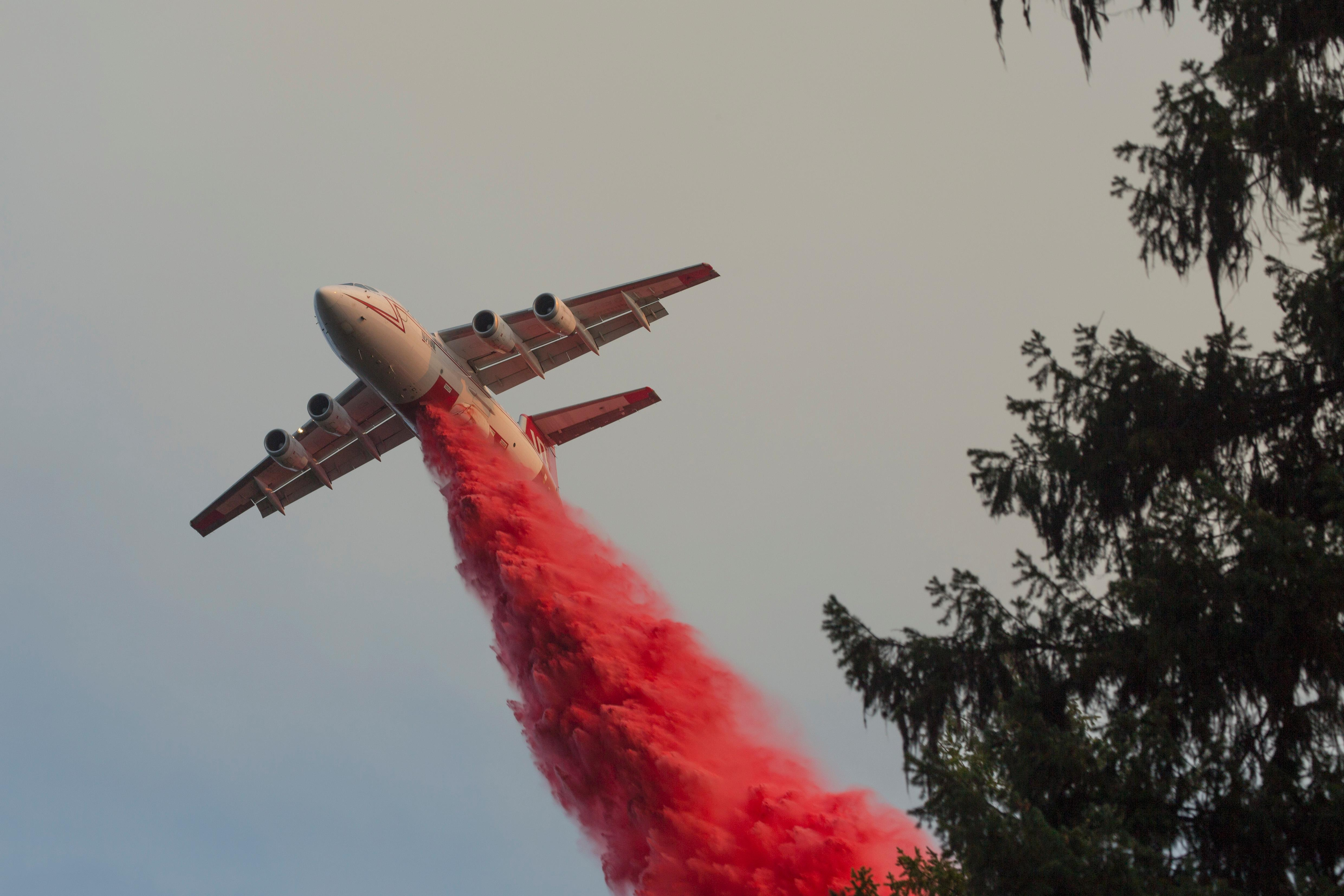
BAe 146 modifié en bombardier d'eau et utilisé par la société Neptune Aviation.

## Accidents
Au total, le BAe 146 a connu, en date de 2016, neuf accidents, causant la mort de 266 personnes :
- Le 7 décembre 1987, le vol Pacific Southwest Airlines 1771 s'écrase, les 43 personnes à bord sont tuées. L'accident est causé par un employé licencié par la compagnie, qui désire se venger et assassine de plusieurs balles de revolver son supérieur et le personnel de bord, puis envoie l'avion dans un piqué fatal[4].
- Le 20 février 1991, un BAe 146-200 effectuant le vol 1069 de la compagnie LAN Chile s'écrase, tuant 20 des 73 personnes à bord. L'avion se pose à l'aéroport de Puerto Williams (Aéroport Guardia Marina Zañartu - WPU) sur une piste détrempée, à trop grande vitesse (207 km/h au lieu de 190 km/h), avec le vent dans le dos (9 km/h) et le toucher de roues s'effectue trop loin du seuil de la piste 08 (à plus de 420 m de l'endroit prévu). Il finit sa course dans l'eau du canal Beagle[5].
- Le 23 juillet 1993, un BAe 146-300 assurant le vol 2119 de la compagnie China Northwest Airlines s'écrase, faisant 56 morts sur les 113 personnes à bord. Pendant le décollage depuis l'aéroport international de Yinchuan Hedong, l'avion atteint sa vitesse Vr (rotation) mais le nez ne se lève pas. Le pilote insiste et l'appareil finit par lever le nez mais ne se soulève toujours pas du sol. La queue frotte la piste et l'avion finit sa course dans un talus. La commande des volets avait bien été sélectionnée pour la position de décollage, mais ces derniers ont refusé de sortir[6].
- Le 25 septembre 1998, le vol PauknAir 4101, assuré par un BAe 146-100 de la compagnie PauknAir s'écrase à Melilla en Espagne, faisant 38 morts. L'avion percute le relief pendant la phase d'approche de l'aéroport de Melilla, à cause d'une erreur de pilotage et de non-respect de procédures à l'atterrissage[7].
- Le 24 novembre 2001, un Avro 146-RJ 100 du vol 3597 de Crossair s'écrase à Zurich, 24 des 33 passagers sont tués à la suite d'une erreur de pilotage, l'avion volant trop bas et percutant une montagne avant l'atterrissage[8] ;
- Le 8 janvier 2003, un Avro 146-RJ 100 assurant le vol Turkish Airlines 634 s'écrase à Diyarbakir, faisant 75 morts. L'avion effectue une approche aux instruments de la piste de l'aéroport de Diyarbakir dans un épais brouillard, alors que la piste 34 de cet aéroport n'est pas équipée de système ILS. L'avion s'écrase à seulement 900 m du seuil de piste[9].
- Le 10 octobre 2006, un BAe 146-200 effectuant le vol Atlantic Airways 670 s'écrase, faisant 4 morts. Pendant l'atterrissage, les aérofreins ne se déploient pas et les roues de l'avion se bloquent, entraînant un gros dérapage et une sortie de piste.
- Le 9 avril 2009, un BAe 146-300 d'Aviastar, immatriculé PK-BRD, effectue un vol cargo entre Jayapura et Wamena dans la province de Papouasie. Lors de la phase d'approche, l'équipage ne tient pas compte des diverses alertes émises par l'avion et ne suit pas la procédure d'approche publiée par la compagnie. L'avion percute la montagne à environ 6,5 km au nord Ouest de l'aéroport, tuant ses six membres d'équipage[10].
- Le 28 novembre 2016, le vol LaMia 2933, assuré par un Avro RJ85 de Lamia Bolivia, immatriculé CP2933, parti de l'aéroport international de Viru Viru (Bolivie) en ayant comme destination l'aéroport international José María Córdova, près de Medellín, en Colombie, s'est écrasé au lieu-dit « Cerro Gordo », sur la commune de La Unión (Antioquia). 71 passagers et membres d'équipage sont décédés (dont l'équipe brésilienne de football Chapecoense) et 6 personnes y ont survécu[11].

## Incidents
- Le 15 mai 2014, un Avro RJ85 de CityJet décollait de Londres à destination de Florence quand un carénage de volet (flaps fairing) s'est partiellement détaché[12] ;
- Le 28 septembre 2014, un Avro RJ100 de Swiss à destination de Zurich a subi une panne hydraulique peu après son décollage de Prague[13].